# Йоан Вриений
Йоан Вриений (на гръцки: Ἰωάννης Βρυέννιος; Johannes Bryennios; † 1078 в Константинопол) е византийски генерал и бунтовник против император Михаил VII Дука.
Той е син на византийския генерал Никифор Вриений († сл. 1057), който неуспешно се бунтува през 1057 г. против император Михаил VI Стратиот.
През 1077 г. Йоан Вриений прави опит за въстание в Адрианопол/Одрин против император Михаил VII Дука, заради слабостта му, и могъщият му министър Никифорица. Брат му Никифор Вриений († сл. 1094), дук на тема България от 1072 до 1073 г., първо обмисля дали да се включи във въстанието, но в Траянополис в тема Тракия се провъзглася през октомври 1077 г. за геген-император.
Йоан Вриений получава висшите титли куропалат, магистър и доместикос на схолата и става така негов съ-регент. Срещу него има атентат от Никифорица чрез варяжки наемник, който е наранен на носа.
Брат му Никифор Вриений събира войска от траки, българи, македонци, славяни, италианци, франки, огузи и гърци и я изпраща през ноември 1077 г. под командването на Йоан от Адрианопол пред стените на Константинопол. Михаил VII успява да накара обсаждащите да се върнат обратно в Тракия.
През края на 1077 г. Йоан Вриений с войската си има загуба при Атира/Бююкчекмедже против водения от Алексий I Комнин и Русел дьо Байол контингент от наемници.
Йоан Вриений е убит 1078 г. в императорски палат в Константинопол в отмъщението на загубиля носа си от него варяжки наемник.